# 장피에르 은사메
장피에르 주니오르 은사메(프랑스어: Jean-Pierre Junior Nsame, 1993년 5월 1일 ~ )는 카메룬의 축구 선수이다. 포지션은 공격수이며, 현재 이탈리아 세리에 B의 코모에서 뛰고 있다.